# Earle Meadows
Earle Meadows   (Corinth, 29 de juny de 1913 - Fort Worth, 11 de novembre de 1992) va ser un atleta estatunidenc, especialista en el salt de perxa, que va competir durant les dècades de 1930 i 1940.
El 1936 va prendre part en els Jocs Olímpics d'Estiu de Berlín, on va guanyar la medalla d'or en la prova del salt de perxa del programa d'atletisme.
Meadows va tenir una llarga rivalitat amb Bill Sefton, el seu company d'equip de la Universitat del Sud de Califòrnia. Van compartir el títol AAU el 1935 i el de la NCAA de 1935 i 1936. També guanyà el campionat de l'AAU indoor de 1937, 1940 i 1941. El maig de 1937 tots dos van establir un nou rècord mundial amb 4,48 metres i després a 4,54 metres. Meadows va establir dos rècords mundials més (indoor) el 1941. Quan es va retirar de la vida esportiva va dirigir un negoci d'instruments musicals a Texas.

## Millors marques
- Salt de perxa. 4,54 metres (1937)[6]